# Villa Díaz Ordaz

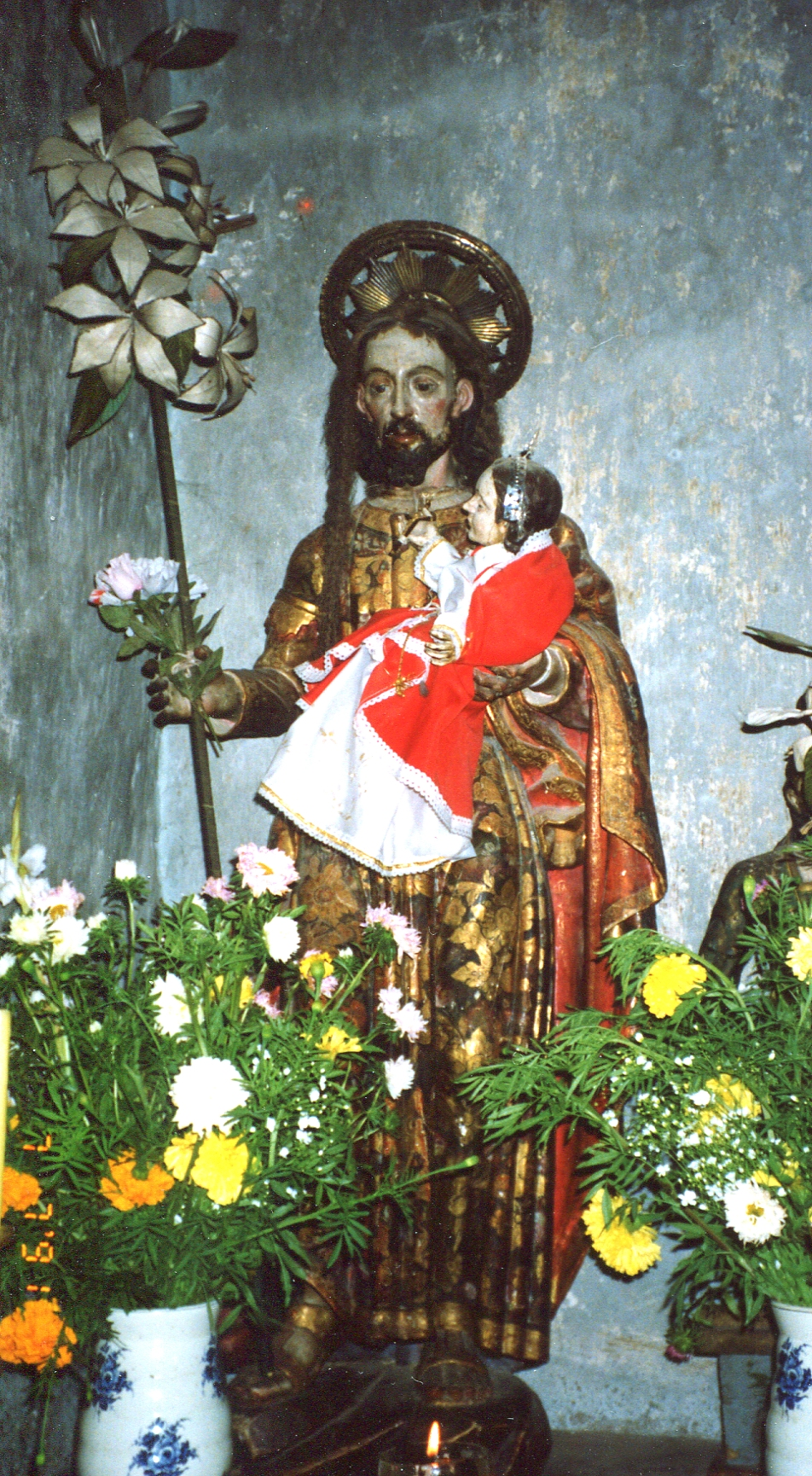
OrdazJose

Villa Díaz Ordaz est une ville et une municipalité de l'état d'Oaxaca dans le sud-ouest du Mexique. Elle fait partie du district de Tlacolula, à l'est de la région des Valles Centrales. Son nom officiel était Santo Domingo del Valle.
En 2015, la municipalité comptait une population totale de 6646 habitants.

## Localités
La municipalité de Villa Díaz Ordaz comprend sept localités, dont deux de plus de 500 habitants.
| Localités principales     | Population | Code postal |
| Total de la municipalité  |            |             |
| San Miguel del Valle      | 3 081      | 70412       |
| Villa Díaz Ordaz          | 2 909      | 70410       |
| Santa Catarina Albarradas | 363        | 70410       |
| El Carrizal               | 109        | 70411       |